# ニールンド&ソーン
ニールンド&ソーン（Nylund & Son）は、スウェーデン中部ウプサラのピアノ製造会社である。アップライトピアノとグランドピアノの両方を製造していた。1906年にEmil Nylundによって創業され、1927年以来現在の建物を維持している。1990年頃、ニールンド社はピアノ製造を止め、現在はアコースティックピアノおよびデジタルピアノをはじめとする楽器の販売を行っている。